# Límni Koríssia
Límni Koríssia är en lagun i Grekland.   Den ligger i prefekturen Nomós Kerkýras och regionen Joniska öarna, i den västra delen av landet, 400 km väster om huvudstaden Aten. Límni Koríssia ligger på ön Korfu.